# 任瀚 (艺术家)
任瀚（1984年2月27日—），男，天津人，中国当代艺术家，主要从事素描、装置和场域特定艺术的创作。现工作和生活于北京和巴黎。

## 生平
2006年，任瀚学士毕业于天津美术学院造型艺术分院油画系，并在2011年硕士毕业于法国尼斯阿尔松别墅国立高等艺术学院，同年入选Jeune Creation沙龙。2017年任瀚在今日美术馆获得由王式廓艺术基金会颁发的磐石奖。2019年入选第64届蒙鲁日沙龙并获法国文化部、上塞纳省和蒙鲁日市的艺术创作基金。

## 艺术成就
任瀚的创作可视为根植于后网络时代的视觉文化消费脉络中的一系列有系统的关于艺术创作、影像及视觉经验的研究。他的作品包括素描、装置和场域特定艺术作品，他把现成物/图像予以复制、加工。人类与环境既陌生又原始的关系是任瀚所常探讨的主题，他关注人类在欲望驱使下不断建构和破坏的意义。他作品中所表现的双重性不仅标志着自我与他者之间永远共存的二元对立，也标志着心灵与物质、心灵与身体以及人与自然之间的哲学性关联。

## 相关书籍
1. 陈秀炜. . 北京: C-Space. 2016-02.
2. Juliette Soulez. . 蒙鲁日: 蒙鲁日市政府. 2019-04: 88,89. ISBN 978-2-9556250-4-0.
3. Jeune Creation. . Jeune Creation: Association Jeune Creation. 2011 （法语）.
4. FID. . FID. 2011 （法语）.
5. TURPIN, Elfi. . Semaine. 2011, VI (增刊).